# تامی فررل
تامی فررل (انگلیسی: Tommy Farrell؛ ۱۸۸۷ – ۱ ژوئیه ۱۹۱۶ (۲۸−۲۹ سال)) فوتبالیست اهل پادشاهی متحد بریتانیای کبیر و ایرلند بود.
از باشگاه‌هایی که در آن بازی کرده‌است می‌توان به باشگاه فوتبال منچستر سیتی و باشگاه فوتبال آرسنال اشاره کرد.